# Cobapress

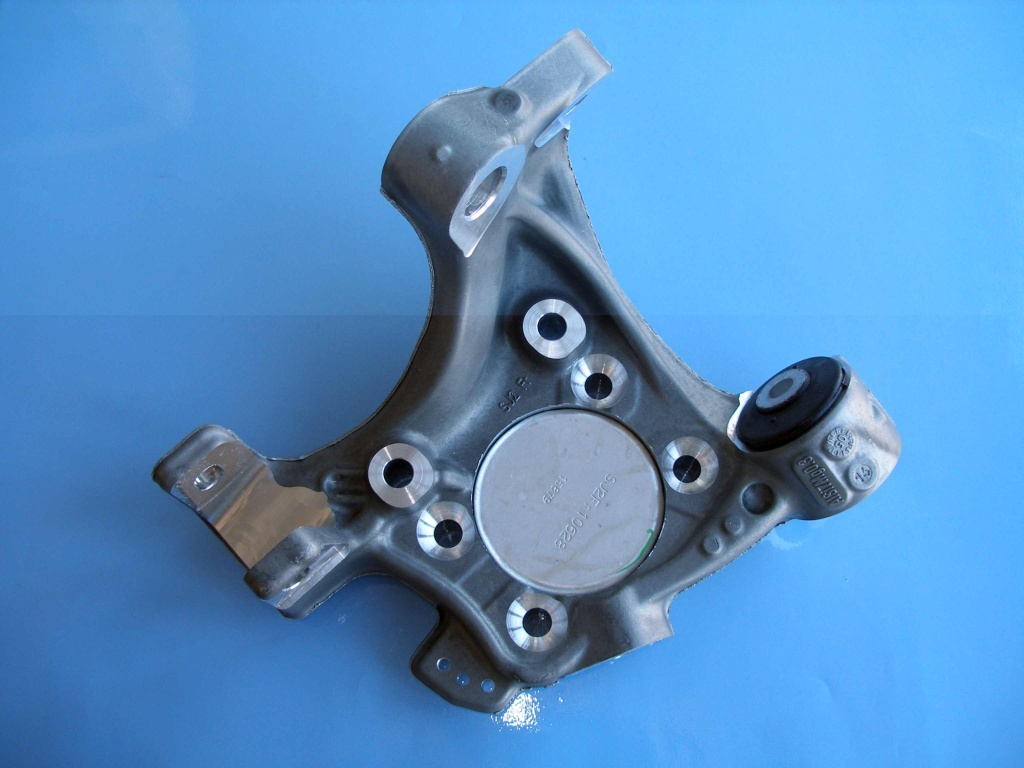
PKW Radträger, mittels Cobapress hergestellt.

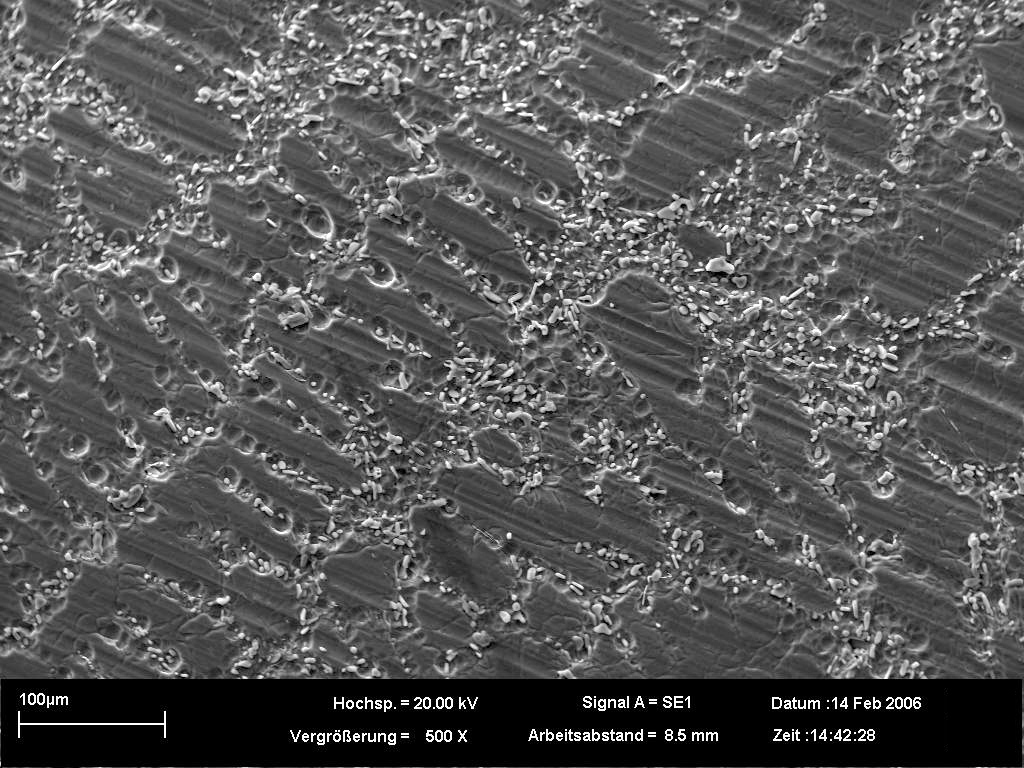
REM-Aufnahme einer Probe aus einem Cobapress-Bauteil

Cobapress ist ein Verfahren zur Herstellung von Bauteilen aus Aluminium. Das Verfahren wurde vom französischen Familienunternehmen Saint-Jean Industries patentiert.

## Allgemein
Cobapress ist eine Kombination aus Gießen und nachfolgendem Gesenkschmieden. Die künstliche Verfahrensbezeichnung ergibt sich aus den französischen Worten COuler (Gießen), BAsculer (Auswerfen), PRESSer (Pressen, Schmieden). Die mit Cobapress hergestellten Teile werden beispielsweise in der Automobilindustrie für wesentliche Teile im Fahrwerk eingesetzt. Cobapress ordnet sich somit sowohl preislich als auch in seinen Werkstoffeigenschaften (ausgenommen der E-Modul) zwischen geschmiedeten und gegossenen Werkstücken ein. Dies gilt ebenso für die Gestaltungsfreiheit bei der Konstruktion der Teile.

## Material und Eigenschaften
Es wird meist die gut gießbare Legierung AlSi7Mg0,3 verarbeitet. Die erreichbaren Festigkeitswerte liegen zwischen denen von gegossenen und geschmiedeten Teilen: Mit dieser Legierung werden dabei Festigkeitswerte von etwa 200 bis 220 MPa Streckgrenze und 300 bis 325 MPa Zugfestigkeit bei einer Bruchdehnung von 8 bis 10 % erzielt.
Die durch vergleichbare Schmiedeteile erreichbaren Festigkeitswerte bei der häufig im Automobilbau verwendeten Aluminiumlegierung AlSi1MgMn liegen bei etwa 360 MPa Streckgrenze und 380 MPa Zugfestigkeit bei einer Bruchdehnung von über 10 %. Die beim konventionellen Gießen eingesetzten Gusslegierungen erzielen Festigkeiten von etwa 200 MPa Streckgrenze und 270 MPa Zugfestigkeit bei etwa 6 % Bruchdehnung. Der für viele Anwendungen wichtige Elastizitätsmodul liegt bei etwa 68 GPa.

## Beschreibung des Verfahrens
Bei dem Cobapress-Verfahren wird zunächst mittels Kokillen-Schwenkguss ein Rohling gegossen. Dieser Rohling wird gesäubert, Grate und Anguss werden entfernt. Danach wird eine so genannte Homogenisierung (Erwärmen auf hohe Temperatur über mehrere Stunden) durchgeführt. 
Der homogenisierte Rohling wird dann in einer Schmiedepresse geschmiedet; die dabei entstehenden Grate müssen erneut entfernt werden. Abschließend erfolgt eine Wärmebehandlung (Lösungsglühen, Abschrecken und Warmauslagern), um die gewünschten Festigkeitseigenschaften zu erzielen. Optional können die Teile am Ende noch einem Kugelstrahlen unterzogen werden, um die Dauerfestigkeitswerte zu steigern.

## Vorteile von Cobapress
- Herstellung von schwierigen, durch Schmieden nicht zu erreichenden Geometrien
- Geringerer Preis gegenüber geschmiedeten Teilen
- Höhere Festigkeit als gegossene Teile

## Nachteile von Cobapress
- Bisher keine Anwendung von hochfesten, schwer gießbaren Aluminiumlegierungen
- Geringere Festigkeit gegenüber reinen Schmiedeteilen
- Höherer Preis gegenüber gegossenen Bauteilen
- Restporosität vorhanden
- Legierungsbedingt geringere Korrosionsbeständigkeit gegenüber geschmiedeten Bauteilen
  - z. B. Interkristalline Korrosion nach DIN EN ISO 11846:2008-08; Korrosion von Metallen und Legierungen – Bestimmung der Beständigkeit von lösungsgeglühten Aluminiumlegierungen gegen interkristalline Korrosion (ISO 11846:1995; Deutsche Fassung EN ISO 11846:2008)